# Капітанський мундир (оповідання)
«Капітанський мундир» (рос. Капитанский мундир) — оповідання А. П. Чехова, вперше опубліковане у 1885 році.

## Історія
Оповідання Чехова «Капітанський мундир» було вперше опубліковане в 1885 році в журналі «Осколки» № 4 від 26 січня з підписом А. Чехонте, в 1886 році твір був включений у збірник «Строкаті оповідання», увійшов до видання А. Ф. Маркса.
За життя Чехова оповідання перекладалося болгарською, німецькою, польською, сербськохорватською, словацькою і чеською мовами.
Критика своєчасно відгукнулася на твір, зазначивши в ньому відображення «приниженої і ображеної» людини. Критик В. Гольцев писав: «Чехов добре розуміє зло несправедливих і невільних суспільних умов…», «те моральне скалічення, якому піддавалися люди за кріпосного права».
Критик Басаргін у 1900 році відносив оповідання до творів, в яких «за розкатів нешкідливого сміху» «чується гіркота жалю і досади на нашу суцільно і зокрема жалюгідну й вульгарну дійсність».

## Сюжет
Дія оповідання відбувається вранці в повітому місті. Рано вранці в шинку зібралися нетверезі кравець Меркулов, городовий Жратва і казначейський розсильний Смехунов. Між ними відбулася розмова. Кравець Меркулов міркував про те, як він шив мундири для знатних осіб і для справників, яких в Петербурзі «як собак нерізаних». Настав полудень, а Меркулов все говорив і говорив — тепер вже для дяка. Дяк дорікав кравцеві, що той загордився, але Бога і релігію не слід забувати.
Потім Меркулова покликала його дружина, Аксінья, сказавши, що вдома його шукав якийсь офіцер. Повернувшись додому, Меркулов знайшов там капітана , який хотів замовити кравцеві зшити мундир. Кравець погодився і зняв з капітана мірку. Гроші на сукно він взяв у дружини, отримані нею за продану корову. Через тиждень мундир був готовий. Меркулов вирушив з ним до капітана. Повернувся він без мундира і без грошей. Вирішивши, що капітан розплатиться пізніше, він на третій відправився за получкою. Проте капітан розпорядився прогнати його «в шию». Теж він чув і в наступні вихідні. Постійні походи до капітана йому навіть стали подобатися, а вигуки — «гони в шию» стали звучати «солодкою мелодією». Аксінья ж кожен раз запитувала про гроші.
Одного разу Меркулов повертався з дружиною з ринку і побачив, як по вулиці женеться за кимось капітан Урчаєв з криком: «Я навчу тебе, протобестія, як грати з порядними людьми!»
Дружина змусила кравця підійти до капітана і заговорити про гроші. На це капітан послав Меркулова геть, назвав тлею і, розлютившись, вдарив. Однак для кравця це не було чимось незвичайним. Також з ним розправлялися барон Шпуцель, Едуард Карлич і підпоручник Зембулатов. Махнувши рукою, він пішов до дому.